# 陸上移動局
陸上移動局（りくじょういどうきょく）は、無線局の種別の一つで車載形の、または一般的な携帯形の無線機のことである。また、携帯電話端末（IP無線端末を含む。）も含まれる。

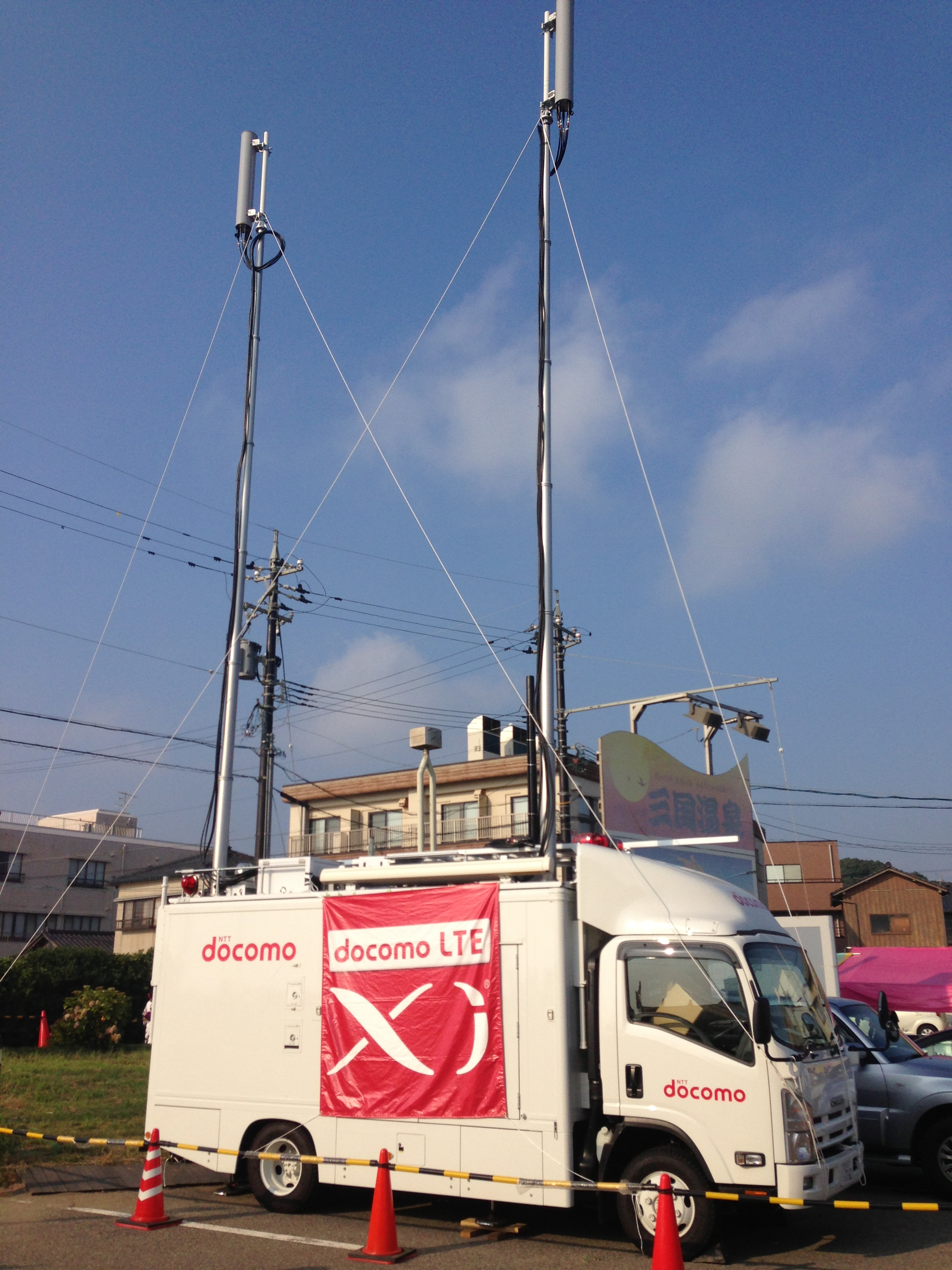
移動基地局車は陸上移動局である（いすゞ・エルフ）。

## 定義
総務省令電波法施行規則第4条第1項第12号に「陸上を移動中又はその特定しない地点に停止中運用する無線局（船上通信局を除く。）」と定義している。ここでいう「陸上」とは、第3条第1項第5号により「河川、湖沼その他これらに準ずる水域を含む」ものである。また、第3条第1項第8号には、陸上移動業務を「基地局と陸上移動局（陸上移動受信設備を含む。）との間又は陸上移動局相互間の無線通信業務（陸上移動中継局の中継によるものを含む。）」と定義している。

## 概要
移動局の一種でおり、もっぱら陸上で用いられる移動する無線局のことである。陸上で使用でき、船舶・航空機に持ち運んでも使用できる無線機はかつては移動局、現在は携帯局として海事・航空関係者に免許している。なお、携帯電話事業者の移動基地局車やIP無線利用者が基地局と呼ぶ据置型の端末は基地局ではなく陸上移動局である。
中継車などの一部例外を除き、移動しながらの運用が前提の為、無線機や空中線（アンテナ）の構造・電源容量に制約が大きく、VHF以上の周波数帯による見通し範囲内の通信に用いられる。
アンテナはほとんどの場合、不特定の方向に電波を発射せざるを得ないこと、車両や携帯形の無線機に直付けする又は内蔵する単純な構造にならざるを得ないことから、無指向性の垂直偏波のものが多用される。
海上での使用
従来、これらに準ずる水域の解釈は防波堤またはこれに準ずるものの内側とされていた。しかし、マリネットホン廃止の際に、代替となるMCA無線移動機や携帯電話端末についてマリネットホンの移動範囲を引き継ぐ形で平水区域とし、更に沿岸区域まで緩和した。これを受け携帯電話事業者、MCA無線事業者は、約款において「これらに準ずる水域」を「沿岸の海域」と表現している。これは、おおむね領海（沿岸から12海里、約22km）を指すものとしている。携帯電話やMCA無線を領海上で使用できることとなったわけではあるが、船舶局の代用になるものではなく、海上交通管制などの海上安全にかかわる通信には使えない。また、基地局の配置に依存するので確実に領海内で使用できるとは限らないが、MCA無線では沿岸から100km超まで実用になる例もある。その他の用途については沿岸水域（沿岸から3海里、約5.5km）又は港の区域内としている。
単向通信
音声・画像・データ伝送や遠隔操作・無人移動体の操縦など単向通信と呼ばれる一方的な送信にも用いられる。特定ラジオマイク、車載型FPU、無人移動体画像伝送システムの産業用ロボット、920MHz帯の陸上移動局などである。
- ヘリテレシステムのFPU、ドローンと通称される無人航空機の送信機は携帯局として免許される。
- 無人移動体画像伝送システム制度化以前の産業用ラジコンで陸上又は水上で使用されるものは、免許不要局によるものしかなかった。
- 920MHz帯の陸上移動局は、かつての移動体識別（RFID）用簡易無線局が無線局の種別を変更されたものである。後に構内無線局の機器も陸上移動局として登録できるようになった。

簡易無線#廃止及び構内無線局も参照。

## 免許・登録
外国籍の者に免許は原則として与えられないことは電波法第5条第1項に定められているが、第2項に例外が列挙され
- 第7号　自動車その他の陸上を移動するものに開設し、若しくは携帯して使用するために開設する無線局又はこれらの無線局若しくは携帯して使用するための受信設備と通信を行うために陸上に開設する移動しない無線局（電気通信業務を行うことを目的とするものを除く。）
- 第8号　電気通信業務を行うことを目的として開設する無線局

があり、外国人や外国の会社・団体でも陸上移動局を開設できる。
携帯電話端末およびMCA無線移動機は特定無線局として包括免許される。包括免許以外でも、ほとんどの場合、特定無線設備の技術基準適合証明等に関する規則により認証された適合表示無線設備を使用することとなるので簡易な免許手続の規定が適用され、予備免許や落成検査が省略されて免許される。
- 特定無線設備が制度化される以前は、無線機器型式検定規則による検定に合格した「検定合格機器」によるものが、簡易な免許手続の対象とされていた。

中継機能を持つ空中線電力10mW以下のPHSの陸上移動局（PHS用小電力レピータ）、10mWを超える5GHz帯無線アクセスシステムおよび920MHz帯の陸上移動局は、登録局である。
種別コードはML。
有効期間は免許・登録の日から5年。但し、包括免許以外の免許については当初に限り有効期限は4年をこえて5年以内の5月31日となる。
- 自衛隊の移動体の（車両に搭載する、又は携帯する）無線機については、自衛隊法第112条第1項により免許を要しない。

### 用途
局数の推移に見るとおり電気通信業務用が大多数を占めるが、ほとんどが携帯電話端末のことである。これにはIP無線端末も含まれる。
電気通信業務用以外では鉄道・タクシー・バス事業者などの陸上運輸用、その他国家行政用（警察用を含む。）、国および地方公共団体の防災行政用、消防用などが続く。

### 局数
包括免許の無線局免許状に記載される指定局数は開設可能な局数の上限であり、すべてが稼動しているとは限らない。また、無線局登録状に局数は記載されない。総局数に対する比率も平成2年度以降は常に局種別の首位であり、平成5年度には過半数を、平成9年度には90%を超えている。
- 自衛隊の移動体の無線機については、自衛隊法第112条第1項により免許を要しないので無線局数の統計に含まれない。

### 通信の相手方
電波法第52条の目的外使用として同条第6号の「その他総務省令で定める通信」を受けた電波法施行規則第37条に規定するもの（官公庁およびこれに準ずる団体にしか認められないもの、同一免許人所属の携帯局や携帯基地局など陸上移動業務以外の無線局との通信などに限定される。）を除き、免許人所属の陸上移動局又は基地局（異免許人間通信を同意した他の免許人所属の陸上移動局又は基地局を含む。）に限られる。これは、陸上移動業務の無線局は原則として同一免許人内の通信に利用するものであることによる。

### 旧技術基準の機器の使用
無線設備規則のスプリアス発射等の強度の許容値に関する技術基準改正により、旧技術基準に基づく無線設備が免許されるのは「平成29年11月30日」まで、使用は「平成34年11月30日」までとされた。
対象となるのは、
- 「平成17年11月30日」[8]までに製造された機器、型式検定に合格した検定合格機器[9]または認証された適合表示無線設備[10]
- 経過措置として、旧技術基準により「平成19年11月30日」までに製造された機器[11]、型式検定に合格した検定合格機器[12]または認証された適合表示無線設備[13]

である。
新規免許は「平成29年12月1日」以降はできないが、使用期限はコロナ禍により符号分割多元接続方式携帯無線通信および時分割・符号分割多元接続方式携帯無線通信の無線局を除き「当分の間」延期された。
- cdmaOne、W-CDMA・CDMA2000の携帯電話用陸上移動局は延長されない。

なお、検定合格機器は設置が継続される限り検定合格の効力は有効とされるので、新たに使用期限が設定されても設置し続ける限り使用可能で再免許も可能。
詳細は無線局#旧技術基準の機器の使用を参照。

### 無人航空機への携帯電話等の搭載
携帯電話の普及に伴い、これを無人航空機に搭載し、画像・データ伝送等に利用したいとのニーズが高まってきた。しかし、携帯電話等の移動通信システムは、地上での利用を前提としていることから、上空での利用は通信品質の確保・地上での利用への影響などの課題がある。
そこで、携帯電話または無線アクセスの陸上移動業務を行う無線局については陸上移動局の定義の「（船上通信局を除く。）」を（船上通信局を除き、陸上移動業務に係る実用化試験局を含む。）と読み替え、「陸上」について「これらに準ずる水域を含む」を「これらに準ずる区域を含む」と読み替えるものともした。
具体的には、利用者が試験計画を電気通信事業者に提出し、電気通信事業者が実用化試験局の免許を取得後、利用者が許可通知を受領して利用するという手順になる。
詳細は実用化試験局#無人航空機への携帯電話等の搭載を参照。

## 運用
無線局運用規則第4章 固定業務、陸上移動業務及び携帯移動業務の無線局、簡易無線局並びに非常局の運用による。

## 操作
陸上移動局は、政令電波法施行令第3条第2項第8号に規定する陸上の無線局であり、原則として第三級陸上特殊無線技士以上の無線従事者を必要とするが、例外となる事例は多い。
無線従事者を要しない「簡易な操作」を規定する電波法施行規則第33条及びこれに基づく告示から陸上移動局に係わるものを抜粋する。
2019年（平成31年）3月27日現在
- 第2号　特定無線局の無線設備の通信操作及び当該無線設備の外部の転換装置で電波の質に影響を及ぼさないものの技術操作
- 第4号(1)　特定無線局以外の陸上に開設した無線局でかつ海岸局、航空局、船上通信局、無線航行局、海岸地球局又は航空地球局以外の無線設備の通信操作
  - 陸上移動局も該当する。
- 第6号(5)　適合表示無線設備のみを使用する無線局の無線設備の外部の転換装置で電波の質に影響を及ぼさないものの技術操作で別に告示するもの
  - 告示第1項第7号　920MHz帯の無線局でキャリアセンスの無い移動体識別用以外のもの
- 第7号(2)　特定無線局以外の陸上移動局の無線設備の外部の転換装置で電波の質に影響を及ぼさないものの技術操作で他の無線局の無線従事者に管理されるもの
- 第8号　その他に別に告示するもの
  - 告示第3項第5号　プレストーク方式による無線電話の送受切替装置及びラジオマイクの技術操作

上記の通り、特定無線局では第2号により無線従事者を要しない。
- 携帯電話端末やMCA無線の車載・携帯無線機などが該当する。

特定無線局以外では、
- 無線局免許状の通信の相手方に基地局または陸上移動中継局があれば、つまりこれらの統制下にあれば他の無線局の無線従事者に技靴操作が管理されるものとなり、第4号(1)および第7号(2)により無線従事者を要しない。
  - 警察無線、消防無線、タクシー無線などの車載・携帯無線機が該当する。
- 陸上移動局のみで通信系を構成する場合は、第4号(1)および第7号(2)の規定を満たすためにいずれか一つの局に無線従事者を要する。
  - モータースポーツ無線、Jリーグの審判無線などが該当する。
- 920MHz帯の機器は、告示第1項第7号によりキャリアセンスの無い移動体識別用のみ無線従事者を要する。
- 一人でロボット等を操作する無人移動体画像伝送システムは、適合表示無線設備のみを使用する無線局であるが、告示第1項の各号に規定されておらず無線従事者を要する。
- 特定ラジオマイクは告示第3項第5号により無線従事者を要しない。

自衛隊の移動体の無線機については、自衛隊法第112条第1項により無線従事者を要しない。

## 検査
- 落成検査は、上述の通り特定無線局は包括免許されるため、適合表示無線設備は簡易な免許手続が適用されるため省略される。これ以外でも、一部を除き登録検査等事業者等による点検ができるので、この結果に基づき一部省略される。
- 定期検査は、電波法施行規則第41条の2の6第11号により行われない。
- 変更検査は、落成検査と同様である。
- 自衛隊の移動体の無線機については、自衛隊法第112条第1項により検査が除外される。

## 沿革
1950年（昭和25年）
- 6月 - 電波法施行規則[19]制定時に「陸上の移動体の移動局」と定義、基地局と陸上移動業務も同時に定義、免許の有効期間は3年
  - 旧法による陸上移動局の免許（無線電信法による陸上移動局に相当する施設の許可）の有効期限は電波法施行の日から2年後（昭和27年5月31日）まで[20]とされた。
- 7月 - 東京都に消防用陸上移動業務の実用化試験用として実用化試験局との二重免許で2局が免許[21]
- 8月 - 国家公安委員会に警察事務用として7局が陸上移動局初の免許[22]
  - 免許の有効期限は旧法により免許された陸上移動局と同様の「昭和27年5月31日」までとされた。以降に免許された陸上移動局も同様。

1952年（昭和27年）- 6月1日に最初の再免許、以降の免許の周期はこの日が起点となる。
1958年（昭和33年）- 運用開始の届出および免許の公示を要しない無線局に
1960年（昭和35年）- 一部の陸上移動局は無線業務日誌の備付けが廃止
- 以後、不要となる局の範囲は拡大した。

1961年（昭和36年）- 「陸上（河川、湖沼その他これらに準ずる水域を含む。）を移動中又はその特定しない地点に停止中運用する無線局」と現行の定義に近いものに
1970年（昭和45年）- 陸上移動局は無線局免許証票を備え付けるものに
1971年（昭和46年）- 免許の有効期間は5年に
1982年（昭和57年）- 定義が現行のものに
1985年（昭和60年）- 電波法に規定する条件を満たす国の国籍の者が電気通信業務用以外の陸上移動局を開設できるものに
1993年（平成5年）
- 電波利用料制度化、電波法別表第6第1項の「移動する無線局」が適用[30]
- 簡易型携帯電話の陸上移動局は小電力無線局に[31]
  - 制度化当初からPHS端末は免許が不要であった。
- 電気通信業務用および公共業務用以外の陸上移動局は無線業務日誌の備付けを要しないものに[32]

1994年（平成6年）
- 外国籍の者が電気通信業務用以外の陸上移動局を開設できるものに[33]
- 陸上移動業務の無線局は、毎年一定の告示[34]で定める日が免許の有効期限に[35]
  - 以後、免許の有効期限は免許の日から4年を超えて5年以内の5月31日までとなる。
- 電気通信事業用陸上移動局の無線局免許証票の備付けが廃止[36]

1997年（平成9年）
- 次の陸上移動局が特定無線局に[37]
  - 電気通信業務用陸上移動局
  - MCA無線用陸上移動局
    - 特定無線局は免許の有効期間が免許の日から5年間、無線局免許証票の備付けを要しない。
- 陸上移動局は定期検査を要しないものに[38]

1998年（平成10年）
- 外国籍の者が電気通信業務用陸上移動局を開設できるものに[39]
- 簡易型携帯電話はPHSと改称され、中継機能を持たない陸上移動局が小電力無線局に[40]

2001年（平成13年）
- 空中線電力1mW以下の作業連絡用の陸上移動局は特定小電力無線局に[41]
- 空中線電力10mW以下の5GHz帯無線アクセスシステムの陸上移動局は小電力無線局に[42]

2005年（平成17年）- 空中線電力10mWを超える5GHz帯無線アクセスシステムの陸上移動局は登録局に
- 施行日に免許されていた局は最初に到来する免許の日の応当日に登録されたものとみなされるが、有効期限は従前のまま[44]

2007年（平成19年）- 空中線電力10mW以下のPHSの陸上移動局（中継機能を持つもの）は登録局に
2009年（平成21年）- 陸上移動局は全て無線業務日誌の備付けが不要に
2011年（平成23年）- 700MHz帯高度道路交通システムの陸上移動局は小電力無線局に
2016年（平成28年）
- 携帯無線通信用と無線アクセス用の実用化試験局は当分の間、陸上移動局とみなされ、上空で利用できるものに[48]
- 無人移動体画像伝送システムが制度化[49]

2017年（平成29年）- 920MHz帯を使用する陸上移動局の無線設備が制度化
- 簡易無線であったものが一般業務とされた[51]ことによるもので、既設の簡易無線局は陸上移動局にみなし[52]

2018年（平成30年）- 無線局免許状は常置場所に備え付けるものとされ、無線局免許証票の備付けは廃止
2019年（平成31年）- 920MHz帯移動体識別用構内無線局の機器は陸上移動局として登録できるものに
- 移行措置は規定されておらず、既存の構内無線局については廃止と同時に陸上移動局として登録の申請を要する。

| 年度 | 総数        | 電気通信業務 | 陸上運輸 | 出典                 | 出典                           |
| --- | ----------- | ------------ | -------- | -------------------- | ------------------------------ |
| 平成11年度末                                                                                                  | 54,447,743  | 52,473,155   | 531,680  | 地域・局種別無線局数 | 平成11年度第4四半期末          |
| 平成12年度末                                                                                                  | 63,789,411  | 61,909,881   | 479,145  | 地域・局種別無線局数 | 平成12年度第4四半期末          |
| 平成13年度末                                                                                                  | 71,709,278  | 69,953,293   | 396,786  | 用途別無線局数       | H13 用途・業務・免許人・局種別 |
| 平成14年度末                                                                                                  | 77,931,012  | 76,241,304   | 398,110  | 用途別無線局数       | H14 用途・局種別無線局数       |
| 平成15年度末                                                                                                  | 84,985,426  | 83,357,069   | 400,729  | 用途別無線局数       | H15 用途・局種別無線局数       |
| 平成16年度末                                                                                                  | 94,393,578  | 92,793,067   | 397,962  | 用途別無線局数       | H16 用途・局種別無線局数       |
| 平成17年度末                                                                                                  | 102,117,992 | 100,568,788  | 389,098  | 用途別無線局数       | H17 用途・局種別無線局数       |
| 平成18年度末                                                                                                  | 100,589,714 | 99,096,362   | 378,777  | 用途別無線局数       | H18 用途・局種別無線局数       |
| 平成19年度末                                                                                                  | 105,725,747 | 104,257,509  | 379,005  | 用途別無線局数       | H19 用途・局種別無線局数       |
| 平成20年度末                                                                                                  | 109,934,114 | 108,501,465  | 373,138  | 用途別無線局数       | H20 用途・局種別無線局数       |
| 平成21年度末                                                                                                  | 114,478,879 | 113,074,799  | 373,598  | 用途別無線局数       | H21 用途・局種別無線局数       |
| 平成22年度末                                                                                                  | 118,788,186 | 117,410,942  | 361,094  | 用途別無線局数       | H22 用途・局種別無線局数       |
| 平成23年度末                                                                                                  | 132,660,258 | 131,333,092  | 340,263  | 用途別無線局数       | H23 用途・局種別無線局数       |
| 平成24年度末                                                                                                  | 143,876,897 | 142,552,162  | 336,104  | 用途別無線局数       | H24 用途・局種別無線局数       |
| 平成25年度末                                                                                                  | 154,722,166 | 153,469,735  | 331,979  | 用途別無線局数       | H25 用途・局種別無線局数       |
| 平成26年度末                                                                                                  | 174,929,277 | 173,659,806  | 330,599  | 用途別無線局数       | H26 用途・局種別無線局数       |
| 平成27年度末                                                                                                  | 197,107,067 | 195,821,488  | 316,402  | 用途別無線局数       | H27 用途・局種別無線局数       |
| 平成28年度末                                                                                                  | 214,574,152 | 213,410,367  | 291,512  | 用途別無線局数       | H28 用途・局種別無線局数       |
| 平成29年度末                                                                                                  | 231,090,627 | 229,942,336  | 279,391  | 用途別無線局数       | H29 用途・局種別無線局数       |
| 平成30年度末                                                                                                  | 247,484,499 | 246,363,295  | 267,035  | 用途別無線局数       | H30 用途・局種別無線局数       |
| 令和元年度末                                                                                                  | 262,781,522 | 261,655,188  | 257,665  | 用途別無線局数       | R01 用途・局種別無線局数       |
| 令和2年度末                                                                                                   | 273,794,700 | 272,691,997  | 246,145  | 用途別無線局数       | R02 用途・局種別無線局数       |
| 令和3年度末                                                                                                   | 288,593,755 | 287,564,174  | 220,651  | 用途別無線局数       | R03 用途・局種別無線局数       |
| 令和4年度末                                                                                                   | 302,191,483 | 301,185,923  | 211,471  | 用途別無線局数       | R04 用途・局種別無線局数       |
| 令和5年度末                                                                                                   | 318,107,270 | 317,144,755  | 197,593  | 用途別無線局数       | R05 用途・局種別無線局数       |
| 注 - 平成9年度末から特定無線局については開設局数が計上される。 - 平成17年度末から免許局と登録局が合算される。 |             |              |          |                      |                                |

## 諸外国の相当種別
無線局の免許制度は、国によって異なり細部に相違がある。

### 米国
米国では、FCC rules title47  Part90 Private Land Mobile Radio Services Section90.7 Definition（定義）にある”land mobile station”が相当する。